# Casa Felix M. Warburg
La casa Felix M. Warburg es una mansión ubicada en 1109 Fifth Avenue y 92nd Street en el Upper East Side de Manhattan, Nueva York (Estados Unidos). En la actualidad alberga el Museo Judío de Nueva York.

## Historia
La mansión de seis pisos, construida en 1908 según los diseños del arquitecto C. P. H. Gilbert, fue construida para Felix M. Warburg (muerto en 1937). El estilo es un Renacimiento francés temprano del período Francois I.
Warburg le compró a Perry Belmont un lote que medía 30,5 metros a lo largo de la Quinta Avenida, pero requirió que Gilbert cubriera solo la mitad con su casa, permitiendo un prado lateral de 15 metros de ancho en la avenida. Cuando se completó, el suegro de Warburg, Jacob Schiff, temió que fuera ostentoso e incitara a la envidia y al antisemitismo. Los Warburg especificaron que estaban satisfechos con la casa de Harry Sinclair y que les gustaría algo similar, con detalles también extraídos del estilo gótico tardío del Hôtel de Cluny (actual Museo Nacional de la Edad Media de París).
Frieda Schiff Warburg (de Felix) había intentado donar la casa a un instituto cultural, pero fracasó y finalmente vendió la mansión en 1941 al promotor Henry Kaufman y al arquitecto Emery Roth, quienes tenían la intención de remodelar el sitio en un edificio de apartamentos de dieciocho apartamentos. Después de que los planes de lospromotor es fracasaron, la mansión volvió a poder de la señora Warburg.
En enero de 1944, donó la mansión familiar como hogar permanente para el Museo Judío, que se abrió al público en mayo de 1947. El edificio se amplió en 1963 y nuevamente en 1993 con una discreta adición a mitad de bloque de Kevin Roche que combina con el diseño original del Renacimiento francés de Gilbert.